# Список футбольных клубов Турции по числу выигранных титулов

В статье представлен список футбольных клубов Турции по числу выигранных титулов. В нём перечислены все турецкие футбольные клубы, выигравшие хотя бы один из основных домашних трофеев, либо хотя бы один из семи европейских клубных турниров (существующих в настоящее время или существовавших раньше). Эти трофеи включают в себя: Чемпионат Турции по футболу, Кубок Турции по футболу, Суперкубок Турции по футболу, Лигу чемпионов и её предшественника Кубок европейских чемпионов УЕФА, ныне упразднённый Кубок обладателей кубков УЕФА, Лигу Европы, её предшественников Кубок УЕФА и Кубок Ярмарок, а также Суперкубок УЕФА.

## История
Первый чемпионат Турции, известный как «Турецкий футбольный чемпионат» (тур. Türkiye Futbol Şampiyonası), был проведён Турецкой футбольной федерацией (ТФФ) в формате игр навылет в 1924 году (победителем стал клуб «Харбие» из Стамбула). В таком виде он проводился до 1941 года включительно, к турниру допускались победители региональных лиг. С 1942 по 1951 год он разыгрывался в финальной группе, состоявшей из чемпионов трёх основных региональных лиг (Стамбул, Анкара, Измир), который квалифицировались напрямую, а также победителей квалификационного плей-офф, проводимого среди победителей региональных групп, кроме перечисленных ранее трёх лиг. Матчи финальной группы проводились в формате лиги на нейтральных стадионах. Чемпионат проводился до 1990 года, однако в связи с тем, что турецкий футбол стал профессиональным в 1951 году, с 1952 года турнир перестал быть футбольным соревнованием высшего уровня для Турции.
«Национальная лига» (тур. Millî Küme) основана ТФФ в 1937 году и стала первым общенациональным футбольным соревнованием в формате лиги. В турнире участвовали лучшие клубы из лиг Станбула, Анкары и Измира, которые в то время считались наиболее сильными среди региональных соревнований. Первым победителем лиги стал «Фенербахче». В число участников вошли четыре лучших клуба из Станбула, по два из Анкары и Измира. Исключение было сделано в 1941 году, когда до участия были допущены победитель Турецкого футбольного чемпионата 1940 года «Эскишехирспор» (это был единственный клуб из-за пределов трёх основных городов, принимавший участие в лиге) и третий клуб из Анкары. Последним стал сезон лиги в 1951 году.
В период с 1940 по 1950 год оба чемпионата высшего уровня существовали одновременно, а следовательно было два национальных чемпиона. Так как Национальная лига проводилась в формате двухкругового турнира с домашними и выездными матчами на регулярной основе, а также более высоким количеством матчей в целом по сравнению с Турецким футбольным чемпионатом, лига получила большую популярность и признание. Также с 1944 по 1950 год существовал специальный Суперкубок, оспариваемый между чемпионами обоих национальных соревнований. Трофей назывался «Кубок Премьер-Министра» (тур. Başbakanlık Kupası) и стал одним из самых ранних футбольных суперкубковых турниров в мире и в Европе.
В период с 1952 по 1955 год в Турции не было общенационального чемпионата высшего уровня. «Галатасарай» представлял Турцию в Кубоке европейских чемпионов 1956/1957 как чемпионов Стамбульской футбольной лиги. В том сезоне УЕФА решил, что только чемпионы стран могут участвовать в Кубоке европейских чемпионов, что побудило ТФФ возродить национальный чемпионат. В итоге в 1956 году был создан «Кубок Федерации» (тур. Federasyon Kupası), он должен был выявить чемпиона Турции, который должен был представлять Турцию в еврокубках. В Кубках Федерации 1956/57 и 1957/58 победу одержал «Бешикташ», однако, так как ТФФ не смогла вовремя подать заявку, «Бешикташ» не смог принять участие в сезоне 1957/58 Кубка европейских чемпионов.
В 1959 году Турецкой футбольной федерацией была основана национальная профессиональная футбольная лига, известная сейчас как «Суперлига» (тур. Süper Lig). Важно отметить, что ТФФ в настоящее время не признает чемпионские титулы периода с 1924 по 1951 год, разыгранные в турнирах «Турецкий футбольный чемпионат» и «Национальная лига», несмотря на то, что указанные соревнования проводились под эгидой самой федерации.
В зависимости от того, учитываются ли не признаваемые ТФФ турниры или нет, лидерами по количеству титулов чемпиона Турции могут считаться «Фенербахче» (28 титулов с учётом побед до 1959 года) или «Галатасарай» (22 титула, начиная с сезона 1959/60).
В сезоне 1962/63 впервые проводился Кубок Турции по футболу. Первый финал проходил в два матча. В финале встречались два столичных гранда: «Галатасарай» и «Фенербахче». Обе встречи закончились победой «Галатасарая» с одинаковым счётом 2:1. Наибольшее количество побед в турнире (18) также одержал «Галатасарай».
Суперкубок Турции официально проводится с сезона 1965/66, в котором получил название «Кубок Президента» (тур. Cumhurbaşkanlığı Kupası). Кубок проводился между победителями Первой Лиги и Кубка Турции. В сезоне 1967/1968, «Фенербахче» сделал дубль, и кубок достался ему без проведения матчей. После этого Турецкая футбольная федерация решила изменить формат Кубка, клуб сделавший дубль играл бы с победителем Кубка Премьер-министра (тур. Başbakanlık Kupası). В начале 80-х когда Кубка Премьер-министра не проводился, победитель кубка заменялся серебряным призёром чемпионата, что и стало окончательным регламентом до прекращения проведения кубка в 1998 году. Кубок изменял своё название на Кубок Главы государства (тур. Devlet Başkanlığı Kupası) с 1980 по 1982 года, после чего вновь был переименован на Кубок Президента. Второй запуск Суперкубка был в сезоне 2005/2006, и назывался Суперкубок Турции, и игрался тем же самым форматом, как и его предшественник. Наибольшее количество завоёванных суперкубков страны (16) у «Галатасарая».
Как указано выше, команды из Турции начали участвовать в европейских клубных турнирах с сезона 1956/57. Победы в еврокубках одерживал только один турецкий клуб — «Галатасарай». На его счету победа в Кубке УЕФА 1999/2000, а также выигрыш Суперкубка УЕФА 2000.

## Титулы
Принятые сокращения
| Национальный чемпионат ЧТ = Чемпионат Турции по футболу (с 1924 года) | Национальные кубковые соревнования КТ = Кубок Турции по футболу (с 1962 года) СКТ = Суперкубок Турции по футболу (с 1965 года) | Еврокубки ЛЕ/КУЕФА = Кубок УЕФА/Лига Европы УЕФА СКУ = Суперкубок УЕФА |

### По клубам
|    | Клуб                | ЧТ | КТ | СКТ | КУЕФА/ЛЕ | СКУ | Итого | Последний трофей |
| -- | ------------------- | -- | -- | --- | -------- | --- | ----- | ---------------- |
| 1  | Галатасарай         | 23 | 18 | 16  | 1        | 1   | 59    | СКТ 2019         |
| 2  | Фенербахче          | 28 | 6  | 9   | 0        | 0   | 43    | СКТ 2014         |
| 3  | Бешикташ            | 20 | 9  | 9   | 0        | 0   | 38    | ЧТ 2016/17       |
| 4  | Трабзонспор         | 6  | 9  | 8   | 0        | 0   | 23    | КТ 2020          |
| 5  | Генчлербирлиги      | 2  | 2  | 0   | 0        | 0   | 4     | КТ 2000/01       |
| =  | Анкарагюджю         | 1  | 2  | 1   | 0        | 0   | 4     | СКТ 1981         |
| =  | Гёзтепе             | 1  | 2  | 1   | 0        | 0   | 4     | СКТ 1970         |
| 8  | Харп Окулу          | 3  | 0  | 0   | 0        | 0   | 3     | ЧТ 1945          |
| 9  | Акхисар Беледиеспор | 0  | 1  | 1   | 0        | 0   | 2     | СКТ 2018         |
| =  | Коньяспор           | 0  | 1  | 1   | 0        | 0   | 2     | СКТ 2017         |
| =  | Бурсаспор           | 1  | 1  | 0   | 0        | 0   | 2     | ЧТ 2009/10       |
| =  | Коджаэлиспор        | 0  | 2  | 0   | 0        | 0   | 2     | КТ 2001/02       |
| =  | Алтай               | 0  | 2  | 0   | 0        | 0   | 2     | КТ 1979/80       |
| =  | Эскишехирспор       | 0  | 1  | 1   | 0        | 0   | 2     | СКТ 1971         |
| 15 | Истанбул Башакшехир | 1  | 0  | 0   | 0        | 0   | 1     | ЧТ 2019/20       |
| =  | Кайсериспор         | 0  | 1  | 0   | 0        | 0   | 1     | КТ 2007/08       |
| =  | Сакарьяспор         | 0  | 1  | 0   | 0        | 0   | 1     | КТ 1987/88       |
| =  | Анкара Демирспор    | 1  | 0  | 0   | 0        | 0   | 1     | ЧТ 1947          |
| =  | Эскишехир Демирспор | 1  | 0  | 0   | 0        | 0   | 1     | ЧТ 1940          |
| =  | Гюнеш               | 1  | 0  | 0   | 0        | 0   | 1     | ЧТ 1938          |
| =  | Истанбулспор        | 1  | 0  | 0   | 0        | 0   | 1     | ЧТ 1932          |
| =  | Мухафизгюджю        | 1  | 0  | 0   | 0        | 0   | 1     | ЧТ 1927          |

Примечания.

В таблице учтены чемпионские титулы, завоеванные в Турецком футбольном чемпионате (1924—1951), Национальной лиге (1937—1950), Кубке Федерации (1956—1958), Суперлиге (с 1959 года).

Не учитываются результаты Кубка Ататюрка (кроме розыгрыша 1999/00, который фактически был Суперкубком Турции /победитель — Бешикташ/) и Кубка Премьер-министра.

### По городам
|   | Город     | Клубы                                                                       | ЧТ | КТ | СКТ | КУЕФА/ЛЕ | СКУ | Итого | Последний трофей |
| - | --------- | --------------------------------------------------------------------------- | -- | -- | --- | -------- | --- | ----- | ---------------- |
| 1 | Стамбул   | Галатасарай, Фенербахче, Бешикташ, Истанбулспор, Гюнеш, Истанбул Башакшехир | 74 | 33 | 34  | 1        | 1   | 143   | ЧТ 2019/20       |
| 2 | Трабзон   | Трабзонспор                                                                 | 6  | 9  | 8   | 0        | 0   | 23    | КТ 2020          |
| 3 | Анкара    | Генчлербирлиги, Анкарагюджю, Харп Окулу, Анкара Демирспор, Мухафизгюджю     | 8  | 4  | 1   | 0        | 0   | 13    | КТ 2000/01       |
| 4 | Измир     | Гёзтепе, Алтай                                                              | 1  | 4  | 1   | 0        | 0   | 6     | КТ 1979/80       |
| 5 | Эскишехир | Эскишехирспор, Эскишехир Демирспор                                          | 1  | 1  | 1   | 0        | 0   | 3     | СКТ 1971         |
| 6 | Акхисар   | Акхисар Беледиеспор                                                         | 0  | 1  | 1   | 0        | 0   | 2     | СКТ 2018         |
| = | Конья     | Коньяспор                                                                   | 0  | 1  | 1   | 0        | 0   | 2     | СКТ 2017         |
| = | Измит     | Коджаэлиспор                                                                | 0  | 2  | 0   | 0        | 0   | 2     | КТ 2001/02       |
| 9 | Бурса     | Бурсаспор                                                                   | 1  | 1  | 0   | 0        | 0   | 2     | ЧТ 2009/10       |
| = | Кайсери   | Кайсериспор                                                                 | 0  | 1  | 0   | 0        | 0   | 1     | КТ 2007/08       |
| = | Адапазары | Сакарьяспор                                                                 | 0  | 1  | 0   | 0        | 0   | 1     | КТ 1987/88       |

Примечания.

В таблице учтены чемпионские титулы, завоеванные в Турецком футбольном чемпионате (1924—1951), Национальной лиге (1937—1950), Кубке Федерации (1956—1958), Суперлиге (с 1959 года).

Не учитываются результаты Кубка Ататюрка (кроме розыгрыша 1999/00, который фактически был Суперкубком Турции /победитель — Бешикташ/) и Кубка Премьер-министра.